# 馬格普FMG-9衝鋒槍
FMG-9是一款由美國馬格普工業公司研製的可摺式衝鋒槍原型，在2008年的SHOT Show中首次亮相。FMG全稱Folding Machine Gun，數字9即指FMG所發射的9毫米口徑。

## 設計
就像其他PP-90和Ares FMG等可折摺式衝鋒槍一樣，FMG-9能夠用於隱蔽攜帶，亦可以偽裝成一個小包裹或一盒額外的筆記型電腦電池。據馬格普的員工作出的示範，摺疊後的FMG-9能收藏在使用者褲子後面的口袋裡。其槍身是由一種輕量級的聚合物材料製成，故顯得相當輕便和能夠方便攜帶。目前，馬格普只開發出FMG-9的原型槍，該槍並沒有投產。
FMG-9原型槍發射9毫米帕拉貝倫彈，並能夠對應所有來自格洛克手槍的9毫米彈匣。而為了配合格洛克17的發射機制，它採用的是格洛克17的滑套。目前原型槍採用的是格洛克17的半自動發射機制，因此嚴格而言它是一款半自動槍械。不過，它亦可以使用格洛克18的全自動發射機制，以滿足聯邦槍械許可的第三級用戶（Class 3）及各個執法部門的需求。然而由於在SHOT Show中沒有作試射表演的原故，因此目前尚未確認此槍是否擁有射擊選擇桿。此外，用戶能夠在FMG-9機匣頂部的皮卡汀尼導軌裝上照準器（原廠提供的為提把式機械瞄具）以及戰術燈或激光指示器等配件。
2021年1月15日，馬格普工業公司發佈YouTube影片，展示了一款類似FMG-9的新原型槍，並在影片末尾預告馬格普和ZEV預計在2022年推出FDP-9和FDC-9兩款民用折疊手槍／卡賓槍。

## 類似的武器
- PP-90折疊式衝鋒槍（俄罗斯）
- Goblin衝鋒槍（烏克蘭）
- Ares FMG衝鋒槍（美國）
- UC-M21衝鋒槍（美國）

## 流行文化

### 电影
- 2016年—：實為輕彈氣槍，由高菲（李宇春饰）所使用，并有一段时间以双持之姿所使用。

### 電視節目
- 《一級軍火》：在節目中的十大近戰槍枝當中曾介紹過FMG-9。

### 電子遊戲
- 2011年—《3》：命名為「FMG9」，以36發彈匣（聯機模式時可使用改裝：延長彈匣增至54發）供彈，最高攜彈量為288發（聯機模式）。在戰役模式及特種作戰模式中由俄羅斯聯邦警衛局及同心圈成員所使用。聯機模式時於等級2解鎖，並可以使用消音器、雙持、紅點鏡、全像、延長彈匣；生存模式時於等級37解鎖，價格為$1,500。
- 2012年—《战争前线》：命名为“FMG-9 Ares”，哑黑色塑料质感枪身，以35发弹匣供彈。为工程兵专用武器，可以通过抽奖获得。可以改装枪口配件（通用消音器、冲锋枪消音器、冲锋枪制退器）以及瞄准镜（EoTech 553全息瞄准镜、绿点全息瞄准镜、红点瞄准镜、冲锋枪普通瞄准镜、冲锋枪高级瞄准镜、冲锋枪专家瞄准镜），不可改装冲锋枪刺刀和战术导轨部件。拥有黄金版本，强化载弹量与射速，可改装配件同上。
- 2015年—：命名為「FMG-9」，由英國特種空勤團幹員Smoke和獵人軍團（英语：Jaeger Corps (Denmark)）幹員Nokk所使用。
- 2015年—：命名為「FMG9」，載彈量32+1發，歸類為衝鋒槍，聯機模式中預設裝上Aimpoint Micro T1紅點鏡，能夠由雙方機械師（Mechanic）所使用，需要完成「機械師集團」任務解鎖。可加裝各種瞄準鏡（反射、眼鏡蛇、全息瞄準鏡（放大1倍）、PKA-S（放大1倍）、Micro T1、SRS 02、Comp M4S、M145（放大3.4倍）、PO（放大3.5倍） 、ACOG（放大4倍）、PSO-1（放大4倍）、IRNV（放大1倍）、FLIR（放大2倍））、附加配件（傾斜式機械瞄具、傾斜式紅點鏡、電筒、戰術燈、激光瞄準器）及槍口零件（制退器、補償器、重槍管、抑制器、消焰器）。單人模式當中則能夠由主角尼古拉斯·門多薩所使用。
- 2015年—《少女前线》：为第二章第6关（或紧急第4关）限定救援人形。

### 生存遊戲用槍

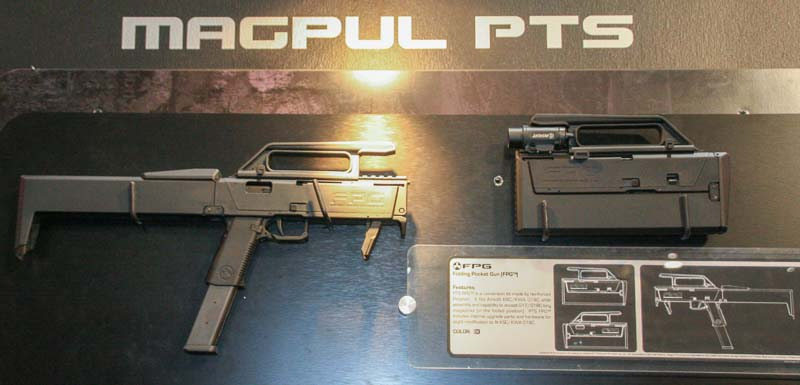
由馬格普的氣槍生產部，馬格普PTS生產的FMG9軟氣槍版，名為“FPG”

市面上也有出售FMG9的生存遊戲用氣槍（GBB），名為FPG（Folding Pocket Gun），由MAGPUL PTS製造，分為套件及成槍版。
同時也有廠商開發套件，讓現有的格洛克系列模型槍可以使用。